# Clethra sumatrana
Clethra sumatrana är en tvåhjärtbladig växtart som beskrevs av J. J. Smith. Clethra sumatrana ingår i släktet Clethra och familjen Clethraceae. Inga underarter finns listade i Catalogue of Life.